# Boczki (Dubeninki)
Boczki ist ein Ort in der polnischen Woiwodschaft Ermland-Masuren. Er gehört zur Landgemeinde Dubeninki (Dubeningken, 1938–1945 Dubeningen) im Powiat Gołdapski (Goldap).

## Geographische Lage
Boczki liegt im Südbereich der Rominter Heide (polnisch Puszcza Romincka) innerhalb des geschützten Landschaftsparks Rominter Heide (Park Krajobrazowy Puszczy Rominckiej). Weiter westlich befindet sich die dazugehörige Waldsiedlung Leśniczówka Boczki, und wenige Kilometer nördlich – unmittelbar an der polnisch-russischen Staatsgrenze – das Reserwat przyrody Boczki (Naturreservat) mit einer Fläche von 108,83 Hektar.

## Geschichte
An der Dorfstelle Boczkis ist für die Zeit vor 1945 kein Ort geschweige denn dessen deutscher Name auszumachen, so dass das heutige Dorf wohl erst nach 1945 entstanden ist. Es ist eine Ortschaft im Verbund der Gmina Dubeninki im Powiat Gołdapski und liegt in der Woiwodschaft Ermland-Masuren. 

## Religionen
Die mehrheitlich katholische Bevölkerung Boczkis ist in die Pfarrei Dubeninki eingegliedert, die zum Dekanat Filipów im Bistum Ełk der Katholischen Kirche in Polen gehört. 
Die wenigen evangelischen Kirchenglieder sind in die Kirchengemeinde in Gołdap einbezogen, eine Filialgemeinde der Pfarrei in Suwałki in der Diözese Masuren der Evangelisch-lutherischen Kirche in Polen.

## Verkehr
Boczki ist über die Woiwodschaftsstraße DW 651 Gołdap ↔ Sejny zu erreichen, von der in Rogajny (Rogainen) eine Nebenstraße abzweigt, die über Budiwecie (Budweitschen, 1938–1945 Elsgrund) in den Ort führt. Eine Bahnanbindung besteht nicht.